# Outokumpu (arrest)
Outokumpu (HvJ EG 2 april 1998, ECLI:EU:C:1998:155) is de roepnaam van een op 2 april 1998 door het Hof van Justitie van de Europese Gemeenschappen gewezen arrest, betreffende een verzoek om een prejudiciële beslissing van de Uudenmaan Lääninoikeus (administratieve rechtbank van Uusimaa) over de uitlegging van artikel 95 van het Verdrag tot oprichting van de Europese Economische Gemeenschap (EG-Verdrag) (thanks artikel 110 van het Verdrag betreffende de werking van de Europese Unie (VWEU)). Het verzoek zag op de kwalificatie van een accijns die in het binnenland geproduceerde elektriciteit verschillend belastte afhankelijk van hoe het werd opgewekt, terwijl voor ingevoerde elektriciteit een eenvormig tarief gold, dat hoger was dan het laagste tarief, maar lager dan het hoogste tarief voor in het binnenland geproduceerde elektriciteit.
In het arrest herhaalt het Hof van Justitie zijn eerdere rechtspraak dat artikel 30 VWEU, inzake heffingen van gelijke werking, en artikel 110, inzake discriminatoire binnenlandse belastingen, elkaar uitsluitende bepalingen zijn, en formuleert het een maatstaf om te beoordelen of een maatregel een heffing van gelijke werking of een binnenlandse belasting is.

## Feiten en procesverloop
De feiten die aanleiding gaven tot het arrest waren als volgt. Sinds 1 november 1995 voert Outokumpu op grond van een met Vattenfall gesloten overeenkomst elektriciteit uit Zweden in.
Bij wijze van proef vonden tussen 18 september en 9 oktober 1995 eerste leveringen plaats. Van deze proeflevering deed Outokumpu op 17 oktober 1995 bij het regionaal douanekantoor aangifte voor de maand september 1995. Daarbij liet Outokumpu weten dat zij van mening was dat de elektriciteitsaccijns over deze invoer in strijd was met de artikelen 12 en 13 EG-Verdrag en dat om die reden geen accijns verschuldigd was.
Op 23 oktober 1995 besliste het regionaal douanekantoor dat Outokumpu overeenkomstig de belastingtabel inzake ingevoerde elektriciteit een elektriciteitsaccijns van 1,3 p/kWh plus 0,9 p/kWh verschuldigd was. Outokumpu stelde bij de administratieve rechtbank beroep tot nietigverklaring van de aanslag in, omdat de elektriciteitsaccijns volgens haar een bij de artikelen 9 en 12 EG-Verdrag verboden heffing van gelijke werking als een douanerecht was. Subsidiair stelde zij dat een dergelijke accijns discriminatoir was in de zin van artikel 95 van het Verdrag en vorderde zij dat het bedrag van de accijns zodanig werd verlaagd, dat het overeenkwam met het laagste accijnstarief voor in Finland geproduceerde elektriciteit, zijnde 0 p/kWh. De rechter schorste de zaak en stelde prejudiciële vragen aan het Hof van Justitie over de uitlegging van de artikelen 9, 12 en 95 EG-Verdrag.

## Beoordeling door het hof
Het hof herhaalt allereerst zijn rechtspraak met betrekking tot de definitie van het begrip 'heffingen van gelijke werking' zoals geformuleerd in het arrest Haahr Petroleum. Eveneens herhaalt het zijn overweging in datzelfde arrest dat bepalingen betreffende heffingen van gelijke werking en die betreffende discriminerende binnenlandse belastingen elkaar uitsluiten.
Volgens het hof valt een eenzijdig opgelegde geldelijke last niet onder de kwalificatie van heffing van gelijke werking wanneer hij "behoort tot een algemeen stelsel van binnenlandse belastingen waardoor categorieën producten stelselmatig worden getroffen volgens objectieve, onafhankelijk van de oorsprong van de producten toegepaste criteria, in welk geval hij binnen de werkingssfeer van artikel 95 van het Verdrag valt" (rechtsoverweging 20).
Het hof stelt vast dat de accijns deel uitmaakt van een algemeen stelsel van belastingheffing die zowel geldt voor ingevoerde als in het binnenland geproduceerde elektriciteit. Het hof komt tot de conclusie dat het feit dat de accijns op ingevoerde elektriciteit bij de invoer wordt geheven niet betekent dat hij wegens grensoverschrijding wordt geheven, en dat er dus geen sprake is van een heffing van gelijke werking. Het hof is daarom van oordeel dat hier sprake is van een binnenlandse belasting als bedoeld in artikel 95 EG.
Vervolgens onderzoekt het hof of de accijns verenigbaar is met artikel 95 EG. Daartoe overweegt het dat lidstaten weliswaar bevoegd zijn een stelsel van gedifferentieerde belastingen in te voeren, "doch dat dergelijke differentiaties zich slechts met het gemeenschapsrecht verdragen wanneer zij gericht zijn op de verwezenlijking van oogmerken die eveneens met de vereisten van het Verdrag en van het afgeleide recht verenigbaar zijn, en wanneer in de uitvoeringsbepalingen iedere rechtstreekse of indirecte discriminatie van importen uit andere lidstaten of iedere vorm van bescherming van concurrerende nationale producties wordt vermeden".
Hoewel het hof erkent dat dergelijke differentiaties zijn toegestaan met het oog op het bevorderen van milieuvriendelijke productie, komt hij toch tot de conclusie dat artikel 95 is geschonden, omdat de belasting op het ingevoerde product, zij het slechts in sommige gevallen, zwaarder wordt belast, omdat de belastingen op verschillende manieren en volgens verschillende modaliteiten worden berekend. Het is dus niet toegestaan over in het binnenland geproduceerde elektriciteit een accijns te heffen die deel uitmaakt van een nationale belastingregeling over energiebronnen en waarvan het tarief verschilt naargelang de productiemethode, terwijl voor ingevoerde elektriciteit een eenvormig tarief geldt en dus niet gedifferentieerd wordt naar productiemethode, ook als dit eenvormig tarief lager is dan het hoogste tarief voor in het binnenland geproduceerde elektriciteit.